# Lijnbaansgracht 281
Lijnbaansgracht 281 is een gebouw in Amsterdam-Centrum.
Het gebouw bestaat uit een woon/winkelhuis dat gelegen is aan de Lijnbaansgracht tussen het Spiegelpleintje en de Spiegelgracht. Het is niet het eerste gebouw dat het huisnummer 281, in de jaren tien van de 20e eeuw is dit deel van de Lijnbaansgracht vernummerd in verband met de aanleg van het Kleine-Gartmanplantsoen.
Volgens het monumentenregister betreft het een gebouw uit de 17e eeuw met een gevel uit de 18e eeuw onder een rechte lijst uit de 19e eeuw. Het gebouw is sinds 1975 rijksmonument.
In 2017 ziet het gebouw er als volgt uit. Het pand vertoont voor wat betreft indeling grote gelijkenis met de buurpanden Lijnbaansgracht 279-280. Het bestaat uit vijf bouwlagen, te weten het souterrain, de beletage, twee bovenetages en een kleine zolder. Vanaf het maaiveld gaat in het midden een trapje naar het souterrain. Het trapje heeft een eenvoudige leuning gelijkend op die van haar buren. Het raam van het souterrain bevindt zich op maaiveldniveau. Rechts voor het gebouw is er een bordestrap naar de beletage, eveneens met sierlijk ijzerwerk. Vervolgens treft men de toegangsdeur met bovenlicht met daarboven een uitkragende lijst. Deur en bovenlicht zijn scheef afgesneden vanwege een verzakking. Naast de deur is het grote raam van de beletage, verdeeld in zestien segmenten. De twee bovenetages hebben relatief kleine ramen met de kleine negen segmenten per schuifraam. Achter de daklijst, maar ook al achter de ramen op de tweede etage, ligt een dwarsliggende puntdak verscholen, bekleed met dakpannen. De verbintenis met haar buurpanden komt tot uitdrukking in de dilatatievoeg tussen de panden 280 en 281 en de daklijst die doorloopt over de breedte van beide gebouwen. Huisnummer 281 kent een grotere verzakking dan de huisnummers 279 en 280; het is terug te vinden in de raamopeningen, die er meer uitzien als een parallellogram, waarbinnen de rechtshoekige raamkozijnen zijn geplaatst. Het gebouw is donker geschilderd.
De regenpijp van de buren Lijnbaansgracht 282-283 loopt aan de rechterzijde voor de gevel van huisnummer 281. Het pand is enigszins teruggerestaureerd, in 1962 had het bijvoorbeeld modernere openslaande ramen.

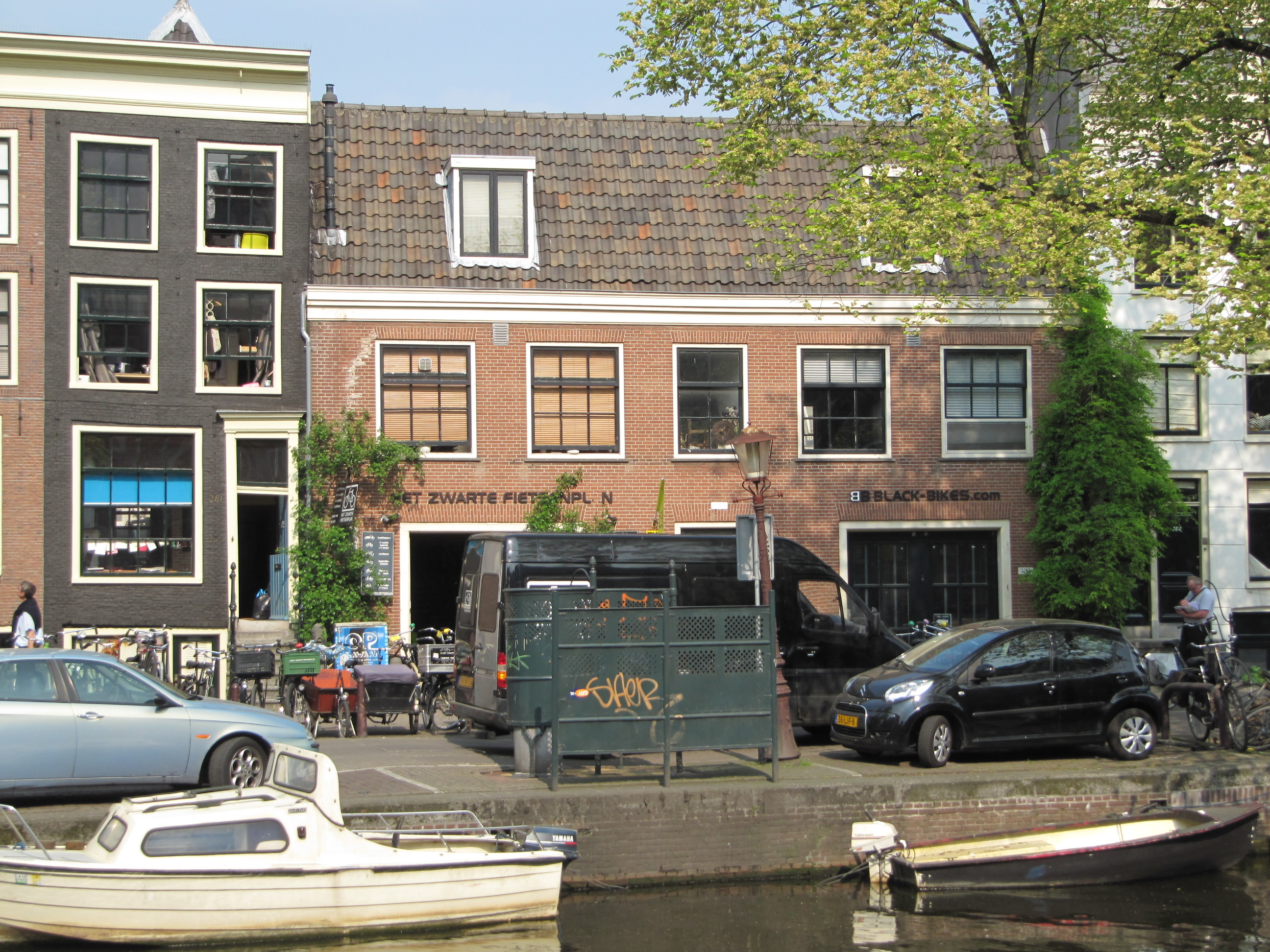
Het donkere gebouw links (2011)